# Paranoid Android
Paranoid Android (kurz: AOSPA) ist ein Open Source Android-Custom-ROM, das sich durch eine Reihe von eigens entwickelten Funktionen von anderen Custom-ROMs unterscheidet.

## Geschichte
Im Jahr 2012 startete das Paranoid Android Projekt und ist somit eines der ältesten Custom-ROM-Projekte überhaupt. Lange Zeit hat Paranoid Android erfolgreich mit CyanogenMod konkurriert, bis im Jahr 2015 viele Entwickler des Projekts von OnePlus für die Entwicklung von OxygenOS übernommen wurden. Wegen der fehlenden Entwickler ging die Weiterentwicklung sehr langsam voran, und das Projekt wurde im Oktober 2016 eingestellt. Der Projektleiter Matt Flaming führte die Webseite und das Distributionsnetzwerk von Paranoid Android weiter. Am 1. Juni 2017 hatten die Entwickler die Wiederbelebung mit 5 unterstützten Geräten des Projektes bekannt gegeben. Am 30. Oktober wurde mit AOSPA 7.3.1 die letzte auf Android Nougat basierende Version veröffentlicht. Am 24. August 2018 wurde AOSPA auf Basis von Android Oreo für Sony Xperia Smartphones veröffentlicht. Das Oreo-Update für Oneplus Geräte wurde 5 Tage später ausgeliefert. Im April 2020 hat das Team von Paranoid Android eine Version auf Basis von Android 10 namens „Quartz“ veröffentlicht.

## Besonderheiten
Paranoid Android bietet Anpassungsmöglichkeiten wie Color Engine, den Immersive mode (Vollbildmodus), optionale PIE-Steuerung und Unterstützung von Icon Packs. Zudem ist die Akkulaufzeit optimiert. Auch interessant ist die bessere Fotoqualität beim Oneplus 3/3T.

## Derzeit unterstützte Geräte
| Hersteller | Modell |
| ---------- | --- |
| Asus       | ZenFone 9 |
| Google     | Pixel 6, Pixel 6 Pro, Pixel 6a, Pixel 7, Pixel 7 Pro, Pixel 7a |
| Motorola   | Edge 30 |
| Nothing    | phone(1), phone(2) |
| OnePlus    | OnePlus 5, OnePlus 5T, OnePlus 7, OnePlus 7 Pro, OnePlus 7T, OnePlus 7T Pro, OnePlus 8, OnePlus 8 Pro, OnePlus 8T, OnePlus 9, OnePlus 9 Pro, OnePlus 9R                                                                                             |
| POCO       | F1, F2 Pro, F3, F4, F5, M2 Pro, M3, M6 Pro, X2, X3, X3 NFC, X3 Pro |
| realme     | GT Neo2 5G, GT 2, X50 Pro 5G, X50 Pro 5G Play |
| Redmi      | 7A, 7A (4.19), 8, 8 (4.19), 8A, 8A (4.19), 8A Dual, 8A Dual (4.19), 9T, 12 5G, K30, K30 Pro, K30 Pro Zoom Edition, K40, K40S, Note 9S, Note 9 Pro IN, Note 9 Pro Global, Note 9 Pro Max, Note 10, Note 10 Lite, Note 11, Note 11 NFC, Note 12 Turbo |
| Xiaomi     | 11 Lite NE, 12X, 13, 13 Pro, 13 Ultra, Mi 8, Mi 8 Explorer Edition, Mi 8 Pro, Mi 10, Mi 10T, Mi 10T Pro, Mi 11X, Mi 11 LE, Mi Mix 2S, Mi Mix 3 |